# Social security number
Il Social security number (SSN) negli Stati Uniti d'America è un codice di 9 cifre che viene assegnato a singoli cittadini americani, residenti permanenti e lavoratori temporanei. Concepito inizialmente per tenere traccia dei guadagni dei lavoratori nell'ambito di quanto definito nel Social Security Act, attualmente il numero viene anche utilizzato come strumento per identificare univocamente le persone fisiche.

## Storia

### Scelta del sistema identificativo
Dopo l'approvazione nel 1935 del Social Security Act, diventava necessario trovare uno strumento che identificasse univocamente i singoli lavoratori, per poter tracciarne i guadagni e calcolare i contributi. Nel giugno 1936 venne stabilito come identificatore univoco un numero di 9 cifre: le prime tre indicavano l'area geografica dell'ufficio di assegnazione (che non doveva coincidere necessariamente con il luogo di residenza), le due seguenti erano determinate dal sistema di assegnazione, e le ultime quattro cifre erano costituite da un numero seriale tra 0001 e 9999. Tuttavia, per poter ottimizzare il sistema ed evitare che i numeri disponibili si esaurissero in alcune aree, dal 2011 il numero viene assegnato in modo casuale, eliminando il legame tra le prime tre cifre e l'area geografica.

### Prima registrazione dei lavoratori
Il primo processo per la registrazione dei lavoratori si articolò in tre fasi:
1. Registrazione dei datori di lavoro, tramite il modulo SS-4
2. Registrazione dei lavoratori, tramite il modulo SS-5
3. Trasferimento dei dati su moduli OA-702, raccolti a Baltimora[5]

Le stime iniziali del numero dei lavoratori aventi diritto ad ottenere un SSN ammontavano a 50 milioni; per far fronte a questi numeri, il Consiglio di sicurezza sociale si appoggiò al Post Office Department per la distribuzione, raccolta e gestione dei moduli. La raccolta dei dati partì ad inizio novembre 1936, e si ritiene che i primi SSN siano stati rilasciati a partire dalla metà dello stesso mese.

## Usi attuali
Il SSN è spesso usato a scopi identificativi, similmente al codice fiscale: è necessario possederne uno per poter lavorare, pagare le tasse e far uso di diversi servizi sia governativi che forniti da privati. Ogni singolo individuo può avere un solo SSN, e i casi in cui può essere sostituito con uno nuovo sono molto limitati.

### Registrazione di bambini appena nati
Dal 1987 i genitori possono richiedere un SSN per i figli appena nati quando compilano i dati per richiedere un certificato di nascita; nel 2014 il 96% dei bambini appena nati riceveva un SSN in questo modo.

## Tessera della Social Security
Il SSN viene rilasciato sotto forma di tessera; ne esistono tre tipi, in base allo status della persona a cui appartiene il SSN:
- Tessera senza restrizioni, rilasciata a cittadini americani e a residenti permanenti
- Tessera valida per lavorare solo con l'autorizzazione del Dipartimento della Sicurezza Interna degli Stati Uniti d'America
- Tessera non valida per lavorare

Per limitare i rischi di furti di identità e di usi impropri dei SSN, nel 2004 è stato posto un limite al numero di volte in cui un individuo possa richiedere la sostituzione della propria tessera: un massimo di 3 volte all'anno, per un totale di 10 volte durante la propria vita.

### In altri paesi
- Codice fiscale (Italia)
- Numéro d'inscription au répertoire des personnes physiques (Francia)
- National Insurance number (Regno Unito)
- Número de DNI (Spagna)